# Systierowa
Systierowa (ros. Сыстерова) – wieś (dieriewnia) w Rosji, w Kraju Permskim, w rejonie kudymkarskim. W 2010 liczyła 16 mieszkańców.